# Molinella
Molinella là một đô thị ở tỉnh Bologna vùng Emilia-Romagna của Ý, có vị trí khoảng 30 km về phía đông bắc của Bologna. Tại thời điểm ngày 31 tháng 12 năm 2004, đô thị này có dân số 14.700 người và diện tích là 128,1 km².
Đô thị Molinella có các frazioni (Đơn vị trực thuộc, chủ yếu là các làng) Marmorta, S.Martino in Argine, S.Pietro Capofiume, và Selva Malvezzi.
Molinella giáp các đô thị sau: Argenta, Baricella, Budrio, Medicina.